# Кепа Аррісабалага
Кепа Аррісабалага (ісп. Kepa Arrizabalaga; нар. 3 жовтня 1994, Ондарроа) — іспанський футболіст, воротар клубу «Арсенал» та збірної Іспанії.

## Життєпис
Народився 3 жовтня 1994 року в місті Ондарроа.

### Кар'єра
Вихованець футбольної школи клубу «Атлетік Більбао», в якій навчався з 10 років. З 2011 року грав за фарм-клуб «Басконію» у Терсері, а з початку 2013 року і за дубль команди — «Більбао Атлетік» у Сегунді Б.
На початку 2015 року був відданий в оренду в клуб Сегунди «Понферрадіна», де виступав до літа, після чого у сезоні 2015/16 грав у іншому клубі другого дивізіону «Реал Вальядолід», пропустивши за сезон лише три матчі чемпіонату, а його команда закінчила сезон на 16 місці.

#### Атлетік Більбао
Влітку 2016 року був заявлений за рідний «Атлетік Більбао». Спочатку мав статус третього воротаря після Горки Іраїсоса та Яго Ерреріна, але з листопада став основним воротарем «Атлетіка». Станом на 21 травня 2018 року відіграв за клуб з Більбао 53 матчі в національному чемпіонаті.

#### Челсі
У серпні 2018 ЗМІ повідомили, що Кепа Аррісабалага перейшов до лондонського «Челсі» за 80 млн євро, ставши найдорожчим воротарем в історії футболу.

#### Арсенал
1 липня 2025 року Кепа підписав контракт з клубом Прем'єр-ліги «Арсеналом», який, за повідомленнями, активував опцію викупу гравця з «Челсі» за 5 мільйонів фунтів стерлінгів.

## Виступи за збірні
2012 року виступав у складі юнацької збірної Іспанії і з командою до 19 років став чемпіоном Європи у віковій категорії до 19 років. Він грав протягом всього турніру. 12 липня у півфінальній зустрічі зі збірною Франції голкіпер став героєм серії післяматчевих пенальті, відбивши два удари. У фінальному матчі зі збірною Греції Кепа зберіг свої ворота в недоторканності, забезпечивши перемогу своїй команді. Всього взяв участь у 8 іграх на юнацькому рівні, пропустивши 9 голів.
Протягом 2013—2017 років залучався до складу молодіжної збірної Іспанії. На молодіжному рівні зіграв у 22 офіційних матчах, пропустив 20 голів.
22 березня 2017 роки вперше був викликаний до національної збірної Іспанії на матч відбору на Чемпіонат Світу 2018 року проти Ізраїлю та товариську гру з Францією, замінивши у заявці травмованого Пепе Рейну. Однак на поле Аррісабалага у тих іграх не виходив і лише 11 листопада 2017 року дебютував в офіційних іграх у складі збірної Іспанії в товариському матчі з Коста-Рикою (5:0), відігравши усю гру.
Наступного року потрапив у заявку «червоної фурії» на чемпіонат світу 2018 року у Росії.
| Дата       | Місто  | Господарі | Результат | Гості      | Турнір           | Голи | Примітки |
| ---------- | ------ | --------- | --------- | ---------- | ---------------- | ---- | -------- |
| 11-11-2017 | Малага | Іспанія   | 5 – 0     | Коста-Рика | товариський матч | -    |          |
| Усього     |        | Матчів    | 1         |            | Голів            | -0   |          |

## Досягнення
«Челсі»
- Переможець Ліги Європи УЄФА: 2018-19
- Переможець Ліги чемпіонів УЄФА: 2020-21
- Переможець Суперкубка УЄФА: 2021
- Переможець Клубного чемпіонату світу: 2021

 «Реал Мадрид»
- Чемпіон Іспанії: 2023-24
- Володар Суперкубка Іспанії:  2023
- Переможець Ліги чемпіонів УЄФА: 2023-24

 Іспанія
- Чемпіон Європи (U-19): 2012
- Переможець Ліги націй УЄФА: 2022-23